# Heiratet Marjorie?
Heiratet Marjorie? (Alternativtitel: Im Silbermondlicht, Originaltitel: By the Light of the Silvery Moon) ist ein US-amerikanisches Filmmusical von David Butler aus dem Jahr 1953. Der Film ist die Fortsetzung von Romanze mit Hindernissen aus dem Jahr 1951 von Roy Del Ruth und basiert auf Booth Tarkingtons Roman Penrod.

## Handlung
Marjorie Winfield wartet sehnsüchtig auf ihren Liebsten Bill Sherman, der aus dem Ersten Weltkrieg heimkehrt. Marjorie will sich unbedingt mit Bill vermählen. Da er sich Zeit lässt und nicht sofort heiraten möchte, vermutet sie, dass er sie betrügt.

## Hintergrund
Der Film wurde von der Produktionsfirma Warner Bros. fertiggestellt und später vertrieben. Das Filmmusical wurde in Mono und einem Seitenverhältnis von 1,37:1 auf einem 35-mm-Film aufgenommen.
Der Film feierte am 26. März 1953 in New York City seine Premiere. In der DDR erschien die Verfilmung am 12. April 1990 im DFF und in Westdeutschland wurde der Film am 1. Juli 1990 auf ProSieben ausgestrahlt.

## Rezeption
Das Lexikon des internationalen Films schrieb, „unterhaltsames Musical mit guten Darstellern, die die konventionelle Handlung elegant tragen“.
Bosley Crowther von der New York Times schrieb, dass Leser von Penrod starke „Ähnlichkeiten zum Film“ entdecken werden und die „Witze in einer vertrauten Art gespielt wurden“.

## Musik
Folgende Songs wurden in dem Film dargeboten:
- By the Light of the Silvery Moon (Gus Edwards), Doris Day, Gordon MacRae, Leon Ames,

Rosemary DeCamp
- In My Merry Oldsmobile (Gus Edwards), Orchester
- What’s the Matter with Father (Egbert Van Alstyne), Orchester
- My Home Town Is a One Horse Town (Abner Silver/Alex Gerber), Gordon MacRae
- Minuet in G (Ludwig van Beethoven), Wesley
- Your Eyes Have Told Me So (Walter Blaufuss/Gus Kahn/Egbert Van Alstyne), Doris Day und Gordon MacRae
- Bridal Chorus (aus Lohengrin von Richard Wagner), Orchester
- Be My Little Baby Bumble Bee (Henry I. Marshall/Stanley Murphy), Russell Arms, Doris Day und Gordon MacRae
- Ain’t We Got Fun (Richard A. Whiting/Ray Egan/Gus Kahn), Doris Day
- Good Night, Ladies
- Wintermärchen (Alphons Czibulka)
- La vie en rose (Louiguy/Marguerite Monnot/Édith Piaf), Orchester
- Moonlight Bay (Percy Wenrich/Edward Madden), Orchester
- If You Were the Only Girl in the World (Nat Ayer/Clifford Grey), Doris Day und Gordon MacRae
- Just One Girl (Lyn Udall/Karl Kennett), Gordon MacRae
- King Chanticleer (Nat Ayer/A. Seymour Brown), Doris Day
- I’ll Forget You (Ernest Ball/Annelu Burns), Doris Day